# Lista de prêmios e indicações recebidos por Monsta X
Esta é uma lista de prêmios e indicações recebidos por Monsta X, um grupo masculino sul-coreano que estreou em maio de 2015 sob o comando da empresa Starship Entertainment. Em 14 de janeiro de 2017, foi premiado com o Disk Bonsang no Golden Disc Awards, um dos prêmios mais importantes da premiação.

## Coreano

### Asia Artist Awards
Asia Artist Awards (abreviado como AAA) é uma premiação anual sul-coreana realizada para honrar as realizações notaveis de artistas asiáticos na televisão, no cinema e
na música.
| Ano  | Categoria                     | Recipiente | Resultado |
| ---- | ----------------------------- | ---------- | --------- |
| 2017 | Best Entertainer Award        | Monsta X   | Venceu    |
| 2017 | Most Popular Artists (Singer) | Monsta X   | Indicado  |
| 2018 | Artist of the Year – Music    | Monsta X   | Venceu    |
| 2018 | Best Icon Award (Singer)      | Monsta X   | Venceu    |

### Gaon Chart Music Awards
| Ano  | Categoria              | Recipiente | Resultado |
| ---- | ---------------------- | ---------- | --------- |
| 2016 | New Artist of the Year | Monsta X   | Indicado  |

### Golden Disc Awards
O Golden Disc Awards é uma premiação musical criada em 1986, apresentada anualmente pela Music Industry Association of Korea para realizações de destaque na indústria musical na Coreia do Sul. É apelidado como o Korean Grammy Awards.
| Ano  | Categoria               | Recipiente            | Resultado |
| ---- | ----------------------- | --------------------- | --------- |
| 2016 | Disk Daesang            | RUSH                  | Indicado  |
| 2016 | New Artist Award        | Monsta X              | Indicado  |
| 2016 | Next Generation Artist  | Monsta X              | Venceu    |
| 2017 | Disk Bonsang            | The Clan Part. 1 Lost | Venceu    |
| 2018 | Disk Daesang            | The Code              | Indicado  |
| 2018 | Disk Bonsang            | The Code              | Venceu    |
| 2018 | Global Popularity Award | Monsta X              | Indicado  |
| 2019 | Disk Daesang            | Take.1 Are You There? | Pendente  |
| 2019 | Disk Bonsang            | Take.1 Are You There? | Pendente  |
| 2019 | Popularity Award        | Monsta X              | Pendente  |

### Korea Popular Music Awards
| Ano  | Categoria              | Recipiente  | Resultado |
| ---- | ---------------------- | ----------- | --------- |
| 2018 | Best Digital Song      | "Shoot Out" | Indicado  |
| 2018 | Best Group Dance Track | "Shoot Out" | Indicado  |
| 2018 | Best Artist            | Monsta X    | Indicado  |
| 2018 | Popularity Award       | Monsta X    | Indicado  |

### Melon Music Awards
O Melon Music Awards é um dos principais prêmios de música e é realizada anualmente na Coreia do Sul. O julgamento dos vencedores é feito a partir do cálculo de vendas digitais e votos online.
| Ano  | Categoria               | Recipiente | Resultado |
| ---- | ----------------------- | ---------- | --------- |
| 2015 | Best New Male Artist    | Monsta X   | Indicado  |
| 2015 | 1TheK Performance Award | Monsta X   | Venceu    |

### Mnet Asian Music Awards
O Mnet Asian Music Awards (abreviado como MAMA) é um dos principais prêmios de música da Ásia. É realizado anualmente com a participação de alguns dos mais conhecidos atores e cantores, não só da Coreia do Sul, mas também em outros países, como China (incluindo Taiwan e Hong Kong), Japão, Indonésia, Canadá e Estados Unidos.
| Ano  | Categoria                                | Recipiente  | Resultado |
| ---- | ---------------------------------------- | ----------- | --------- |
| 2015 | Red Carpet: Next Generation Asian Artist | Monsta X    | Venceu    |
| 2015 | Best New Male Artist                     | Monsta X    | Indicado  |
| 2016 | Red Carpet: Best Of Next Artist Award    | Monsta X    | Venceu    |
| 2016 | Best Dance Performance - Male Group      | "All in"    | Indicado  |
| 2017 | Best Dance Performance - Male Group      | "Beautiful" | Indicado  |
| 2017 | Song of the Year                         | "Beautiful" | Indicado  |
| 2017 | Best Concert Performer                   | Monsta X    | Venceu    |
| 2017 | 2017 Favorite KPOP Star                  | Monsta X    | Indicado  |
| 2018 | Mwave Global Fans' Choice                | "Dramarama" | Indicado  |
| 2018 | Song of the Year                         | "Shoot Out" | Indicado  |
| 2018 | Best Dance Performance – Male Group      | "Shoot Out" | Indicado  |
| 2018 | Worldwide Icon of the Year               | Monsta X    | Indicado  |
| 2018 | Global Top 10 Fan's Choice               | Monsta X    | Venceu    |
| 2018 | Style in Music                           | Monsta X    | Venceu    |

### Seoul Music Awards
O Seoul Music Awards é uma premiação apresentada anualmente pela Sports Seoul para as realizações de destaque da indústria da música na Coreia do Sul.
| Ano  | Categoria                    | Recipiente | Resultado |
| ---- | ---------------------------- | ---------- | --------- |
| 2016 | New Artist Award             | Monsta X   | Indicado  |
| 2016 | Male Dance Performance Award | Monsta X   | Venceu    |
| 2018 | Bonsang Award                | Monsta X   | Indicado  |
| 2018 | Popularity Award             | Monsta X   | Indicado  |
| 2018 | Hallyu Special Award         | Monsta X   | Indicado  |
| 2018 | Discovery Of The Year Award  | Monsta X   | Venceu    |
| 2019 | Bonsang Award                | Monsta X   | Pendente  |
| 2019 | Popularity Award             | Monsta X   | Pendente  |
| 2019 | Hallyu Special Award         | Monsta X   | Pendente  |

### Soribada Best K-Music Awards
O Soribada Best K-Music Awards é uma premiação musical criada por Soribada, um serviço coreano de compartilhamento e de streams de músicas. A contagem dos gráficos do Soribada inclui shows e prêmios de fim de ano.
| Ano  | Categoria               | Recipiente | Resultado |
| ---- | ----------------------- | ---------- | --------- |
| 2017 | Bonsang Award           | Monsta X   | Venceu    |
| 2018 | New Hallyu Artist Award | Monsta X   | Venceu    |
| 2018 | Bonsang Award           | Monsta X   | Venceu    |

## Internacional

### Teen Choice Awards
O Teen Choice Awards é uma cerimônia anual feita pela FOX. O programa homenageia as maiores realizações do ano nas áreas da música, cinema, televisão e internet.
| Ano  | Recipiente | Categoria                   | Resulto  |
| ---- | ---------- | --------------------------- | -------- |
| 2017 | Monsta X   | Choice International Artist | Indicado |

## Outros prêmios
| Ano  | Prêmio                         | Categoria | Recipiente | Resultado | Ref.   |
| ---- | ------------------------------ | --- | ---------- | --------- | ------ |
| 2015 | MBC Music Show Champion Awards | Best Audience Rating Stage                                                                                    | Monsta X   | Indicado  | [ 17 ] |
| 2015 | Simply K-Pop Awards            | Best Rising Star Boy Group                                                                                    | Monsta X   | Venceu    |        |
| 2017 | V LIVE Awards                  | Global Artist Top 10                                                                                          | Monsta X   | Venceu    | [ 18 ] |
| 2017 | Korea First Brand Awards       | Male Idol | Monsta X   | Venceu    | [ 19 ] |
| 2018 | V LIVE Awards                  | Global Artist Top 10                                                                                          | Monsta X   | Venceu    |        |
| 2020 | MBC Music Show Champion Awards | style="text-align:center;background: #ddffdd;vertical-align: middle; {{{style}}}" class="table-yes2"\| Venceu | Monsta X   | [ 20 ]    |        |

## Programas musicais

### The Show
| Ano  | Data            | Canção       |
| ---- | --------------- | ------------ |
| 2017 | 14 de Novembro  | "Dramarama"  |
| 2018 | 17 de Abril     | "Jealousy"   |
| 2018 | 30 de Outubro   | "Shoot Out"  |
| 2019 | 26 de Fevereiro | "Alligator"  |
| 2020 | 2 de junho      | "Fantasia"   |
| 2020 | 10 de Novembro  | "Love Killa" |

| 2019
| 05 de Novembro
| "Follow"
|-
| 2019
| 27 de fevereiro 
| "Alligator"
|}

### M Countdown
| Ano  | Data            | Canção      |
| ---- | --------------- | ----------- |
| 2018 | 1 de Novembro   | "Shoot Out" |
| 2019 | 28 de Fevereiro | "Alligator" |

### Music Bank
| Ano  | Data          | Canção      |
| ---- | ------------- | ----------- |
| 2018 | 2 de Novembro | "Shoot Out" |
| 2019 | 01 de Março   | "Alligator" |